# Colonia Francisco Portillo
Colonia Francisco Portillo är en ort i Mexiko.   Den ligger i kommunen Meoqui och delstaten Chihuahua, i den nordvästra delen av landet, 1 200 km nordväst om huvudstaden Mexico City. Colonia Francisco Portillo ligger 1 146 meter över havet och antalet invånare är 436.
Terrängen runt Colonia Francisco Portillo är platt. Runt Colonia Francisco Portillo är det glesbefolkat, med 9 invånare per kvadratkilometer. Närmaste större samhälle är Ciudad Delicias, 8,5 km söder om Colonia Francisco Portillo. Trakten runt Colonia Francisco Portillo består till största delen av jordbruksmark.